# Comuna Zdenci, Virovitica-Podravina
Zdenci este o comună în cantonul Virovitica-Podravina, Croația, având o populație de 1.904 locuitori (2011).

## Demografie
Componența etnică a comunei Zdenci
     Croați (89,86%)
     Sârbi (8,3%)
     Necunoscut (0,79%)
     Neclasificat (0,84%)
Componența confesională a comunei Zdenci
     Catolici (87,87%)
     Ortodocși (8,4%)
     Necunoscută (1,58%)
     Alte religii (2,15%)
Conform recensământului din 2011, comuna Zdenci avea 1.904 locuitori. Din punct de vedere etnic, majoritatea locuitorilor (89,86%) erau croați, cu o minoritate de sârbi (8,3%). Apartenența etnică nu este cunoscută în cazul a 0,79% din locuitori. Din punct de vedere confesional, majoritatea locuitorilor (87,87%) erau catolici, cu o minoritate de ortodocși (8,4%). Pentru 1,58% din locuitori nu este cunoscută apartenența confesională.